# Fleury-sur-Andelle
Fleury-sur-Andelle település Franciaországban, Eure megyében. Lakosainak száma 1810 fő (2022. január 1.). Fleury-sur-Andelle Charleval, Radepont és Val d'Orger községekkel határos.

## Népesség
A település népességének változása:
| Lakosok száma | 1604 | 2039 | 2015 | 1903 | 1910 | 1869 | 1844 | 1834 | 1826 | 1810 |
|               | 1968 | 1982 | 1990 | 2006 | 2013 | 2015 | 2017 | 2019 | 2020 | 2022 |